# Zhongbu Wangzhuang
Zhongbu Wangzhuang (kinesiska: 中堡王庄乡, 中堡王庄) är en socken i Kina. Den ligger i provinsen Hebei, i den norra delen av landet, omkring 220 kilometer öster om huvudstaden Peking.
Genomsnittlig årsnederbörd är 739 millimeter. Den regnigaste månaden är augusti, med i genomsnitt 199 mm nederbörd, och den torraste är januari, med 3 mm nederbörd.